# Harlan (Familie)
Die Familie Harlan ist eine deutsche Künstlerfamilie hugenottischer Herkunft. Bekannteste Mitglieder der Familie sind der NS-Regisseur Veit Harlan sowie dessen Nichte Christiane Kubrick, Witwe des Regisseurs Stanley Kubrick, und deren Bruder Jan Harlan.

## Stammliste
- Otto Harlan (1840–1905), Bankier und Konsul ⚭ Bertha Elisa Bienert (1846–1887), Tochter von Gottlieb Traugott Bienert
  - Walter Harlan (1867–1931), Bühnenautor und Dramaturg ⚭ Adele Boothby (1869–1933)
    - Walter Harlan
    - Esther Harlan (1895–1975)
    - Peter Harlan (1898–1966), Musiker
    - Veit Harlan (1899–1964), Regisseur ⚭ 1. Dora Gerson (1899–1943), Schauspielerin (geschieden), 2. Hilde Körber (1906–1969), Schauspielerin (geschieden), 3. Kristina Söderbaum (1912–2001), Schauspielerin (bis zu seinem Tod)
      -  Thomas Harlan (1929–2010), Autor und Regisseur ⚭ Katrin Seybold (1943–2012), Dokumentarfilmerin
      -  Maria Körber (1930–2018), Schauspielerin ⚭ 1. Walter Buschhoff (1923–2010), Schauspieler, 2. Joachim Kerzel (* 1941), Schauspieler und Synchronsprecher
      -  Susanne Körber (1932–1989), Schauspielerin ⚭ Claude Jacoby (1916–1964), Photograph
        - Jessica Jacoby (* 1954), Filmjournalistin und Dokumentarfilmautorin

      - Kristian Veit Harlan (1939–2024)
      - Caspar Veit Harlan (* 1946)

    - Fritz Moritz Harlan (1901–1970), Kammersänger ⚭ Ingeborg de Freitas, Sängerin
      - Christiane Kubrick (* 1932), Malerin und Schauspielerin ⚭ 1. Werner Bruhns (1928–1977), Schauspieler (geschieden), 2. Stanley Kubrick (1928–1999), Film-Regisseur
        - Katharina Bruhns (* 1953)
        - Anya Renata Kubrick (1959–2009)
        - Vivian Vanessa Kubrick (* 1960), Regisseurin und Komponistin

      - Jan Harlan (* 1937), Filmproduzent und Regisseur

    - Bertha Elise Harlan (1906–?)
    - Nele Harlan (1908–2004), Fotografenmeisterin

  - Wolfgang Harlan (1882–1951), Flugzeugingenieur und Unternehmer